# Gorybia calcitrapa
Gorybia calcitrapa är en skalbaggsart som beskrevs av Martins 1976. Gorybia calcitrapa ingår i släktet Gorybia och familjen långhorningar. Inga underarter finns listade i Catalogue of Life.